# Казе Понтело (Тревизо)
Казе Понтело је насеље у Италији у округу Тревизо, региону Венето.
Према процени из 2011. у насељу је живело 29 становника. Насеље се налази на надморској висини од 79 м.